# 软法
软法（soft law）是相对于硬法而言的，是指那些不能运用国家强制力保证实施的法律规范。
软法的特征主要有四点：软法创制方式与制度安排富有弹性；软法不能运用国家强制力保证实施；软法效力的实现的非司法中心主义；软法规范的位阶不甚明晰；软法的创制和实施具有更高程度的民主协调性。
软法的主要表现形式有：国家法律、法规和规章中那些具有宣示性、号召性、鼓励性、促进性、协商性、指导性的法规范；国家机关制定的诸如纲要、指南、标准、规划、裁量基准、办法等大量的规范性文件；政治组织特别是执政党制定的章程和规范性文件；社会共同体制定的章程和规范性文件。